# Setkávání Václava Hudečka
Setkávání Václava Hudečka je festival klasické hudby, který se koná v Moravských Budějovicích.
Koncerty se provádějí v kostele sv. Jiljí, na zámeckém nádvoří i v areálu koupaliště. Houslista Václav Hudeček zde dává koncertní příležitosti hlavně mladým houslistům – např.: Sophia Jafféová, Ivana Kovalčíková, Jan Mráček nebo Anush Nikoghosyan, sólisty doprovodila Moravská filharmonie Olomouc či soubor Barocco sempre giovane. Dále zde vystoupí Hradišťan s Jiřím Pavlicou, varhaník Pavel Svoboda nebo dirigent Stanislav Vavřínek s německou houslistkou Sophií Jafféovou. Festival je pořádán agenturou Ars/koncert Brno.